# Макао (игра с карти)
Вижте пояснителната страница за други значения на Макао.
Макао е игра с карти 2 до 10 играчи. Целта на играта е картите да се изиграят по-бързо от останалите играчи, като се поставят в средата на масата.
Макао е българска версия на уното. Играе се със стандартен колода от 52 карти, като не се допуска блъфиране. пример: ако имате карта, която да отговаря по цвят или номер на поставената карта долу, то вие задължително трябва да пуснете картата.
Като свършат картите за теглене, купът от карти (изиграните карти) се обръща и се поставя последната карта, която е с лице нагоре, и започва да се тегли от купа с карти.

## Правила
- Раздават се по 6 карти на 2 или повече играчи (до 10). Първата карта от остатъка се обръща на масата, а другите се оставят до нея.
- Играчът трябва да сложи долу карта, която да отговаря по боя или номер на тази, която е обърната.

Пример: ако най-горната карта е 7♠, играчът който е на ход може да играе карта ♠ или 7 от независим цвят. Ако не може да играе карта – изтегля карта от купа на масата.
- Един играч може да изрежда картите последователно, ако е поставил 9. Пример: ако е поставена 9♠, играчът може да постави картите си отговарящи на ♠ в независим ред и да продължи в друга боя, ако тя отговаря на номера на предходната карта.
- Ако се постави „специална“ карта, следващият играч получава задължение, което трябва да изпълни или да предаде към следващия участник.

## Специални карти
- 2-ка – следващият играч трябва да изтегли 2 карти, освен ако не постави 2-ка или 3-ка (която да е в същата боя като предходната). В този случай към задължението се добавят още 2 или 3 карти и следващият играч трябва да изтегли 4, 5 или 6 карти и т.н.
- 3-ка – следващият играч трябва да изтегли 3 карти, освен ако не постави 3-ка или 2-ка (отговаряща на боята на предходната карта). В този случай към задължението се добавят още 3 карти и следващият играч трябва да изтегли 6 или 7 карти и т.н.

(Двойките и тройките могат да бъдат поставени в отговор на различна карта при положение, че е от същата боя. Пример: на 3-ка купа може да бъде от 2-ка купа, след което може да се постави 2-ка пика/каро/спатия, след това 3 пика/каро/спатия и т.н.)
- Поп купа (♥) – следващият играч трябва да изтегли 5 карти.
- ако има пусната поп ♥, може да се пусне дама ♥ и така човекът, който е пуснал попа, тегли 5 карти
- Асо – играчът след човека, поставил асо, пропуска ред, а ако играчите са 2-ма, играчът, поставил асо, има право на още един ход с карта в същата боя.
- Вале – то може да се постави само на карта, отговаряща на същата боя, ако един от играчите постави вале, сменя боята като я казва

Пример: слага се вале ♥ и казва „Сменям на тази боя“ и казва боята
Когато поставя предпоследната си карта, играчът трябва да каже Макао. Ако друг каже Стоп! Макао! преди него, то играчът тегли 3 карти.
Победител е играчът, пръв останал без нито една карта. При игра с повече от двама играчи, играта продължава докато само един играч остане с карти.

## Разновидности
Една от разновидностите на Макао е така наречената игра „Прасета“. Тя е доста опростен вариант на Макао, с цел по-динамична игра. Откъде произлиза името – „прасета“ е неизвестно.
Правилата са следните:
- Играе се с А,2,3,10,J,Q,K
- В началото се раздават по 6 карти на 2, 3 или 4 играчи. Първата карта от остатъка се обръща на масата, а другите се оставят до нея.
- Играчът трябва да сложи долу карта която да отговаря по цвят или номер на тази която е обърната.

Пример: ако показаната карта долу е 10♠, може да се играе К♠ или друга 10-ка. Друга възможност е да се постави вале. Ако играчът не може да изиграе карта – изтегля карта от купа на масата.
- Ако се постави „специална“ карта, следващият играч получава задължение, което трябва да изпълни или да неутрализира.
- Като свършат картите за теглене, купът от карти (изиграните карти) се обръща и започва да се тегли от него.
- Целта на играта е да си свършиш пръв картите.

#### Специални карти
- 2-ка – следващият играч трябва да изтегли 2 карти, освен ако не постави 2-ка или 3-ка*. В този случай двойките се унищожават и играта продължава нормално (това е една от най-важните разлики на „Прасета“ от „Макао“).
- 3-ка – следващият играч трябва да изтегли 3 карти, освен ако не постави 3-ка или 2-ка*. В този случай тройките се унищожават и играта продължава нормално.
- Вале – играчът избира нов цвят, различен от този в момента. Всяко вале може да се постави, независимо от цвета на картата преди него.
- Асо – следващият играч пропуска ход. Съществува разновидност на играта, при която след асо, следващият играч тегли цялото тесте, но това създава дисбаланс в играта.

*„Теглещата карти“ 2-ка или 3-ка и тази, която я неутрализира, не е нужно да си отговарят по цвят или номер.

#### Точкуване
Играта може да се играе продължително, като при всяко от разиграванията се печелят точки и накрая печели играчът, събрал най-много точки. Когато спечелилият свърши своите карти, в зависимост от преднината му пред другите, печели:
- 1 точка, ако следващия играч, с най-малко карти има 1-2 карти;
- 2 точки, ако следващия играч, с най-малко карти има 3-5 карти;
- 3 точки, ако следващия играч, с най-малко карти има повече от 5 карти.